# Gunayan
Gunayan este un gen de fluturi din familia Hesperiidae. 

## Specii
- Gunayan rhacia (Hewitson, 1875) Brazilia, Venezuela.
- Gunayan rubricollis (Sepp, [1841]) Brazilia, Surinam.
- Gunayan timaeus (Bell, 1931) Peru [1]